# The Summer Joyride ’92!’ European Tour
The Summer Joyride ’92!’ European Tour var en konsertturné av Roxette 1992.

## Konserter
Följande konsertlista är ordnad enligt datum - stad - land - spelplats (när källa finns).
- 25 juni 1992 - London - England - Wembley Arena
- 27 juni 1992 - Bryssel - Belgien - Forest National
- 28 juni 1992 - Den Bosch - Nederländerna - Brabanthallen
- 29 juni 1992 - Paris - Frankrike - Le Zenith
- 1 juli 1992 - Berlin - Tyskland - Waldbühne
- 3 juli 1992 - Stuttgart - Tyskland - Schleyerhalle
- 4 juli 1992 - Bielefeld - Tyskland - Almstadion
- 5 juli 1992 - Ringe - Danmark - Midtfyns Festival
- 8 juli 1992 - Budapest - Ungern - Ice Stadium
- 9 juli 1992 - Wien - Österrike - Neusedlersee
- 11 juli 1992 - Zürich - Schweiz - Footballstadium Hardturm
- 12 juli 1992 - Salzburg - Österrike Austria -Residenzplatz
- 15 juli 1992 - Dortmund - Tyskland - Westfalenhalle
- 17 juli 1992 - Sheffield - England - Sheffield Arena
- 18 juli 1992 - Glasgow - Skottland - S.E.C.C
- 22 juli 1992 - Stockholm - Sverige - Sjöhistoriska museet